# 上尾市立上尾中学校
上尾市立上尾中学校（あげおしりつ あげおちゅうがっこう）は、埼玉県上尾市愛宕三丁目にある公立中学校。略称は「上中」（あげちゅう）。

## 沿革
- 1947年（昭和22年）
  - 4月1日 - 新学制発足により、上尾小学校の一部を校舎として開設[1]
  - 4月6日 - 現在地に移転
- 1951年（昭和26年）6月1日 - 増築等工事完工記念式典挙行（この日を開校記念日とする。）
- 1958年（昭和33年）7月15日 - 市制施行に伴い、上尾市立上尾中学校に変更
- 1966年（昭和41年）
  - 6月30日 - 鉄筋3階建校舎竣工
  - 12月30日 - 体育館竣工
- 1970年（昭和45年）7月28日 - プール竣工
- 1977年（昭和52年）10月1日 - 創立30周年記念式典を挙行する。
- 1978年（昭和53年）11月30日 - 校庭改修工事完工
- 1981年（昭和56年）3月25日 - 特別教室改築工事完工
- 1992年（平成4年） - 給食室竣工・コンピューター室竣工
- 1996年（平成8年）10月18日 - 創立50周年記念式典を挙行する。
- 1998年（平成10年）8月31日 - 体育館床改修
- 2000年（平成12年）1月31日 - 体育館通路屋根改修
- 2003年（平成15年）7月20日 - 職員室棟が竣工する。
- 2004年（平成16年）3月31日 - 東校舎棟が竣工する。また、南校舎玄関を改修する。
- 2009年（平成21年）8月28日 - 北校舎耐震工事が完工する。
- 2015年（平成27年）
  - 4月6日 - 新武道場、新屋外プール完成
  - 8月25日 - 新校舎落成式、定礎除幕式を挙行する。
- 2016年（平成28年）
  - 3月23日 - 体育館完成
  - 3月31日 - 外構工事完了

## 部活動
- 野球部
- サッカー部
- 陸上部
- 男子ソフトテニス部
- 女子ソフトテニス部
- 男子バレーボール部
- 女子バレーボール部
- 男子バスケットボール部
- 女子バスケットボール部
- 男子卓球部
- 女子卓球部
- 剣道部
- バドミントン部
- 吹奏楽部
- 美術部
- コーラス部
- 健康スポーツ部

## 学区
上町、宮本町、仲町、愛宕、栄町、日の出、東町、本町一丁目、本町二丁目の一部、柏座一丁目の一部、二ツ宮の一部、大字上尾下